# Roxas (Kingdom Hearts)
Vous lisez un « bon article » labellisé en 2017.
Roxas (ロクサス, Rokusasu) est un personnage de jeu vidéo issu de la franchise de Square Enix, Kingdom Hearts. Révélé pour la première fois en 2004 lors de la cinématique finale de Kingdom Hearts: Chain of Memories, Roxas est un « Simili », un être créé lorsque le personnage principal de la série, Sora, perd brièvement son cœur pendant le premier jeu. Kingdom Hearts 2 révèle que Roxas est un membre de l'Organisation XIII, un groupe de Similis qui a besoin de lui pour sa capacité à pouvoir manier la Keyblade, une arme lui permettant de capturer les cœurs. En tant que membre de cette organisation, Roxas porte le titre de « Clé du Destin » (めぐりあう鍵, Meguriau Kagi). Il est également le principal protagoniste du jeu Kingdom Hearts: 358/2 Days, qui tourne autour de ses origines. Dans la version japonaise des jeux c'est l'acteur Kōki Uchiyama qui lui prête sa voix, en version anglaise il est doublé par Jesse McCartney et en français par Hervé Rey.
Depuis la première apparition de Roxas dans la série, le créateur Tetsuya Nomura déclare qu'il s'agit d'un personnage important, et qu'ainsi afin d'expliquer son histoire plus profondément que dans Kingdom Hearts 2, le jeu Kingdom Hearts 358/2 Days est développé. Depuis son introduction dans Kingdom Hearts 2, Roxas reçoit des critiques positives de la part de publications vidéoludiques, la plupart s'attardant sur son développement dans 358/2 Days. Plusieurs sortes de marchandisages basées sur ce personnage ont été commercialisées.

## Caractéristiques
Roxas est un jeune adolescent aux cheveux roux (blond sur la jaquette du jeu) en pics et aux yeux bleus. En civil, il porte une veste blanche au-dessus d'une veste noire et un pantalon gris. En tant que membre de l'Organisation XIII, Roxas porte, tout comme les autres membres, un long manteau noir à capuchon qui couvre la majeure partie de son corps et de sa tête,. Son arme est la « Keyblade » appelée « Chaîne Royale », qui a le squelette d'une clé classique, une chaîne en argent au bout de la poignée et un porte-clé en forme de Mickey Mouse au bout de la chaîne,. Le joueur peut modifier son apparence dans Kingdom Hearts: 358/2 Days en utilisant différents porte-clés. Roxas devient capable de manier deux Keyblades à la fois après avoir quitté l'Organisation, et utilise exclusivement la « Tendre Promesse », dont l'axe présente deux cœurs et dont la poignée est composée de deux ailes d'ange, et son opposé la « Souvenir Perdu »,,.
La personnalité de Roxas change significativement au fil de la série, notamment parce que lors de sa première apparition, il apparaît avec de faux souvenirs qui lui font croire qu'il est un adolescent commun et passe la plupart du temps avec ses amis. Lorsqu'il apprend qu'il est le Simili de Sora et se souvient de son passé, Roxas abandonne, avec satisfaction car il pourra revoir Naminé, son existence afin de sauver Sora. Pendant le temps passé dans l'Organisation, Roxas développe une personnalité apaisée basée sur les expériences obtenues du fait de n'avoir aucun souvenir d'une vie antérieure, contrairement aux autres Similis,.

## Apparitions

### Kingdom Hearts 2
La première apparition de Roxas est un caméo dans la vidéo Un autre côté, une autre histoire..., une bande-annonce bonus qui peut être débloquée à la fin de Kingdom Hearts et de Kingdom Hearts: Chain of Memories. Dans Kingdom Hearts 2, Roxas est présenté comme un jeune garçon habitant la réplique digitale d'une ville appelée « La Cité du Crépuscule ». Inconscient de la nature virtuelle de la ville, Roxas commence à rêver aux aventures de Sora, le protagoniste de la série. Il rencontre plus tard Axel, un membre de l'Organisation XIII qui a reçu l'ordre de le sauver, et Naminé, un Simili qui lui annonce qu'il est l'autre moitié de Sora,. Peu de temps après sa rencontre avec Ansem, le créateur du monde virtuel dans lequel il se trouve, Roxas apprend la nature de la Cité du Crépuscule ainsi que le fait qu'Ansem lui a supprimé la mémoire pour lui en implanter une qui le rendrait inconscient de son passé et qui lui permettrait de se lier à Sora. Ansem conduit alors Roxas dans un vieux manoir où se trouve Sora endormi qu'il rejoint afin de le réveiller,. Plus tard Sora apprend que Roxas est son Simili, créé pendant les événements du premier jeu rapidement après qu'il s'est transformé en Sans-cœur. Comme Roxas pouvait manier la Keyblade, une arme qui peut capturer les cœurs, Xemnas lui a fait intégrer l'Organisation XIII. Roxas a alors trahis l'Organisation et rencontré un des amis de Sora, Riku, qui a fait de lui son prisonnier pour pouvoir réveiller Sora. Roxas fait encore deux apparitions à la fin du jeu. La première se passe lors d'un combat mental contre Sora et la seconde est avec Naminé, qui a fusionné avec son autre moitié, Kairi,. Dans la réédition du jeu, Kingdom Hearts 2 Final Mix, le combat de Sora contre Roxas est prolongé, faisant de lui un boss. Il était prévu que cette bataille soit interactive dans la première version du jeu, mais le manque de temps dû à la création des combats contre les autres membres de l'Organisation a obligé les producteurs à en faire une cinématique. Ayant la possibilité d'inclure finalement ce combat, l'équipe de Nomura a travaillé dur afin d'en faire un passage divertissant pour les joueurs. Des scènes supplémentaires concernant le passé de Roxas ont également été ajoutées au jeu afin d'augmenter le mystère l'entourant.

### Kingdom Hearts: 358/2 Days
Le jeu Kingdom Hearts: 358/2 Days, une préquelle à Kingdom Hearts 2, révèle la vie de Roxas avec l'Organisation XIII. Contrairement aux autres membres de l'Organisation, Roxas n'a plus aucun souvenir de sa vie antérieure. Pendant son temps dans l'Organisation, Roxas est placé sous la surveillance d'Axel qui devint son ami. Axel est ensuite envoyé au Manoir Oblivion et Roxas fait équipe avec Xion, une autre manieuse de la Keyblade, avec qui il se noue d'amitié. Roxas réagit au recouvrement de la mémoire de Sora et commence à se demander pourquoi lui aussi manie la Keyblade, en doutant des intentions de l'Organisation. Lorsqu'il découvre que Xion est une réplique de Sora créée par Xemnas, Roxas se sent obligé de quitter l'Organisation pour trouver des réponses et rencontrer Sora,. Après l'avoir fait il retrouve Xion qui essaye de l'absorber afin qu'elle devienne une réplique complète de Sora. Cependant, le combat se termine sur la défaite de Xion qui enjoint Roxas de libérer tous les cœurs capturés par l'Organisation. Sur son chemin pour combattre Xemnas, Roxas est confronté à Riku qui le plonge dans un état d'inconscience pour permettre à Ansem et Naminé de réveiller Sora.

### Autres apparitions
Une représentation virtuelle de Roxas apparaît comme un boss dans le jeu sur appareil mobile Kingdom Hearts: Coded, dans lequel il affronte une représentation virtuelle de Sora. Il réapparaît à la fin du jeu comme l'une des personnes liées au cœur de Sora ayant une chance de revoir le jour. Il fait également deux caméos : un à la fin de Kingdom Hearts: Birth by Sleep où il peut être vu avec Xion et Axel en train de manger une glace à l'eau de mer dans la Ville du Crépuscule et un dans Kingdom Hearts 3D: Dream Drop Distance où il contacte Sora et Axel au travers de rêves,.
Il apparaît également dans les mangas de Shiro Amano et les romans de Tomoko Kanemaki, où il reprend le même rôle que dans les jeux vidéo,. Le manuel Kingdom Hearts: Another Report contient un roman intitulé Roxas - Somewhere in Time, qui revient sur les jours de Roxas dans l'Organisation sans parler de son amitié avec Xion.

## Création et développement

### Genèse

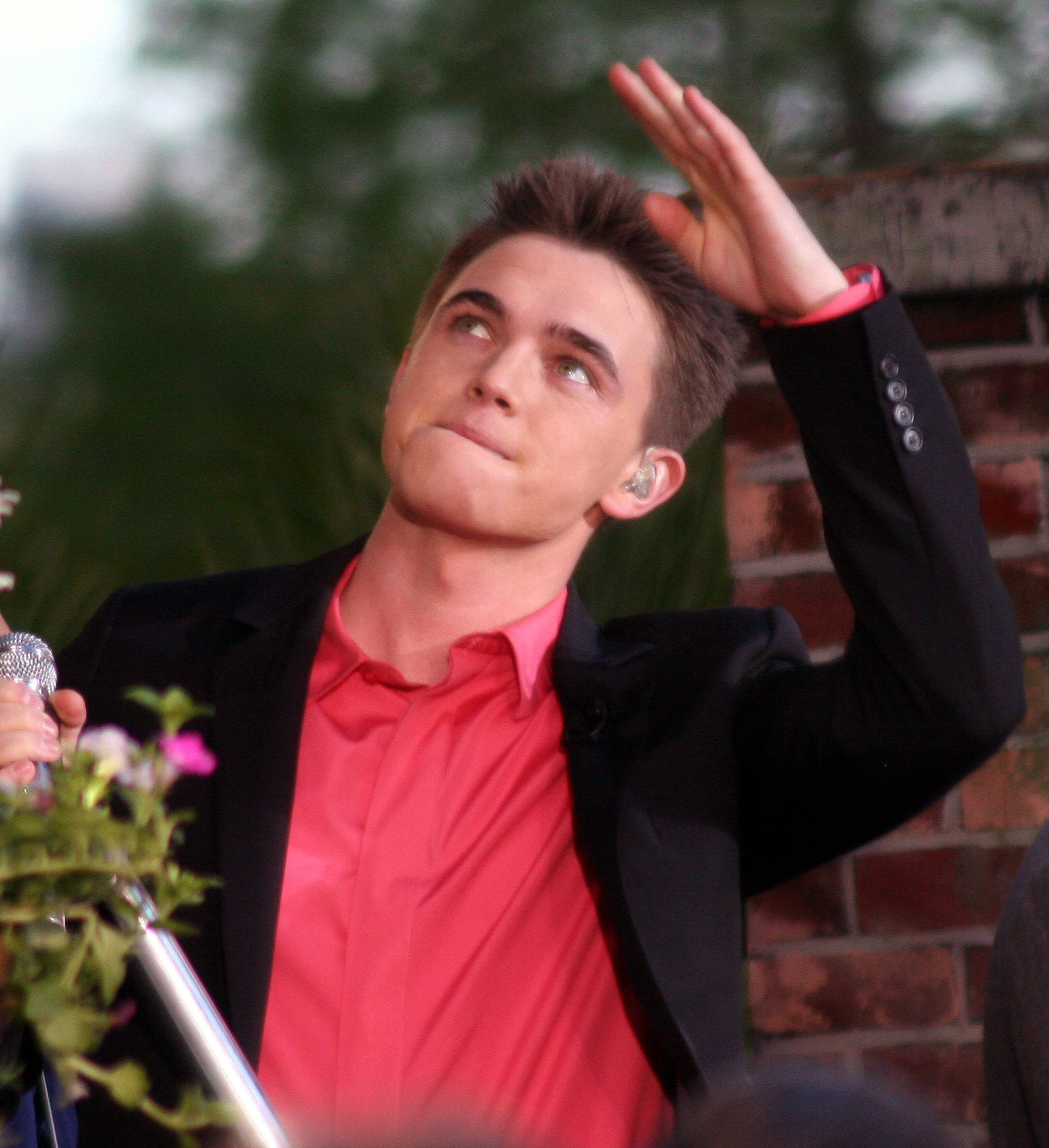
Jesse McCartney est la voix de Roxas dans la version anglaise des jeux.

Après le caméo de Roxas à la fin de Kingdom Hearts: Chain of Memories, le créateur de la série, Tetsuya Nomura, reçoit de nombreuses questions sur ce personnage. Cependant, il s'abstient de révéler trop de détails le concernant et déclare qu'il va devenir un personnage jouable important pour la franchise. Les développeurs écrivent l'histoire de Roxas dans Kingdom Hearts 2 pour ajouter, en très peu de temps, plus d'émotion au jeu. Après avoir reçu un retour positif de la part des fans à propos du triste scénario de Roxas, Nomura conclut que cela avait été bien exécuté. Il ajoute également que la fusion de Roxas avec Sora est, selon lui, l'une des scènes les plus mémorables de la série. Quelque temps après Nomura explique que Roxas est l'un des premiers personnages créés pour l'Organisation XIII et qu'il a toujours été destiné à en être le treizième membre. La signification du nom de Roxas devait être révélée dans une scène de Kingdom Hearts 2 qui devait montrer les lettres de « Sora » réarrangées avec le « X » ajouté afin d'étendre la connexion entre les deux personnages. Cependant, cette scène a été supprimée car Nomura trouvait qu'il était difficile de l'inclure à temps. Depuis sa première apparition dans Kingdom Hearts 2, Roxas est doublé par Kōki Uchiyama en version japonaise, par Jesse McCartney en version anglaise et par Hervé Rey en version française,,.

### Approfondissement
Après la sortie de Kingdom Hearts 2 Final Mix, Nomura veut étendre le rôle de Roxas dans la série afin d'expliquer les événements se déroulant entre sa naissance et son retrait de l'Organisation XIII. L'équipe de développement pense que le rôle de Roxas en tant que membre de l'Organisation serait un bon thème pour le jeu Kingdom Hearts: 358/2 Days. Roxas est choisi pour être le protagoniste du jeu car l'équipe de développeurs pense qu'il est plus approprié d'avoir un personnage principal différent de Sora pour lancer le premier titre de la franchise sur Nintendo DS. Le coréalisateur Tomohiro Hasegawa explique que la taille de Roxas était à l'origine plus petite mais que l'équipe a décidé de l'augmenter alors que le jeu était encore en cours de développement. Nomura désire présenter les activités de Roxas différemment de celles de Sora. En effet, dans les jeux sur Sora, il part en voyage dans plusieurs mondes, alors que Roxas retourne à la base de l'Organisation XIII après chaque mission. L'équipe construit également les interactions entre Roxas et les personnages Disney de manière qu'elles soient différentes de celles qu'ils ont avec Sora, parce que l'Organisation est censée être secrète dans l'histoire des jeux. Nomura demande aux scénaristes que Roxas tire un enseignement de chacune de ses missions, ou du moins qu'elles le fassent réfléchir. Nomura explique que la personnalité de Roxas telle qu'elle est dépeinte dans Kingdom Hearts 2 n'est pas vraiment juste car il ne recherche pas activement le contact avec les autres personnages. Avec le jeu Kingdom Hearts: 358/2 Days, Nomura désire révéler pourquoi Roxas a quitté l'Organisation XIII. Même s'il trouve cette histoire très triste, il considère la fin de Zack Fair dans Crisis Core: Final Fantasy VII comme bien plus tragique. Nomura pense également que les derniers mots de Roxas dans le jeu sont les paroles les plus significatives de l'opus, parce qu'il voulait les connecter avec la première scène de Kingdom Hearts 2, qui se trouve en fait être la même scène. L'acteur de doublage japonais Kōki Uchiyama a exprimé également sa tristesse lorsque le développement du jeu s'est arrêté, car il ne réincarnerait pas le personnage avant longtemps.

### Relations avec Ventus
La fin secrète de Kingdom Hearts 2 Final Mix présente un personnage nommé Ventus dont la ressemblance avec Roxas est frappante. Nomura explique que, malgré leur ressemblance, Roxas et Ventus ne sont pas le même personnage. Il ajoute qu'en jouant à Kingdom Hearts: Birth by Sleep, les joueurs seraient capables de distinguer Roxas de Ventus. Dans une autre interview, Nomura fait comprendre que les deux personnages sont liés, en particulier avec Sora, mais il veut laisser les adeptes de la série s'imaginer les raisons de cette connexion,. Le guide de Kingdom Hearts: Birth by Sleep clarifie cette relation en affirmant que Roxas et Ventus se ressemblent parce que le cœur de Ventus est entré dans le corps de Sora, et la naissance de Roxas a permis au cœur de Ventus de résider dans Roxas. Ceci explique également le mystère concernant le fait que Roxas, à la différence des autres Similis, possède un cœur qui lui permet d'exprimer des émotions malgré son absence de mémoire sur son passé,.

## Accueil
Roxas est présent dans plusieurs sortes de marchandisages édités par Square Enix. Une figurine à son effigie est sortie dans la série de figurines publiée par Play Arts. Parmi les autres articles commercialisés peuvent être trouvés des peluches, des porte-clés et des répliques de son collier,,.
Le personnage de Roxas reçoit un accueil positif de la part des fans de la série et des critiques vidéoludiques. En février 2010, Roxas est classé à la vingt-huitième place de la liste des personnages japonais de jeux vidéo les plus populaires établie par Famitsu. Dans un autre sondage, Roxas obtient la seconde place des personnages les plus populaires de la série Kingdom Hearts, son combat contre Sora étant reconnu comme la meilleure scène de tous les jeux. Ses séquences de combat de la fin secrète du premier jeu sont reconnues par GameSpy comme l'une des meilleures cinématiques de jeu vidéo.

### Par rapport àKingdom Hearts 2
Dans sa critique de Kingdom Hearts 2, Jeff Haynes d'IGN qualifie Roxas de « gosse adorable ». Rob Fahey d'Eurogamer prend une position semblable en le désignant d'« assez sympathique jeune homme qui vient d'être troublé par des souvenirs et des visions de gens qu'il ne connaît même pas ». Le fait que Roxas soit un personnage jouable est considéré comme un arc de transition utilisé pour introduire le gameplay aux nouveaux joueurs de la série. Cave Smith de PSXextreme trouve également que Roxas est un personnage sympathique et déclare que la révélation de sa présence dans Kingdom Hearts 2 est « un choc pour n'importe quel jeu de rôle ». Charles Herold du New York Times aime le fait que le joueur contrôle Roxas au lieu de Sora dans l'introduction de Kingdom Hearts 2, évitant ainsi la poursuite de la recherche de ses amis par Sora. Néanmoins il trouve que le passage de l'histoire de Roxas à Sora au bout de quelques heures est « un peu incongru ». Andrew Reiner de Game Informer souligne son rôle en tant que « garçon troublé » en qualifiant son histoire de « chaîne étonnante d'événements », remarquant en particulier que la révélation de sa nature de Simili crée un « tournant dans l'intrigue aussi diabolique que remarquable » pouvant avoir pour effet que le joueur « ne désire par le retour de Sora ». Cependant le site web UGO Networks critique qu'en raison de l'accent mis sur Roxas au début du jeu, les joueurs devront attendre jusqu'à ce qu'ils puissent jouer Sora pour connaître les parties les plus excitantes de cet opus.

### Par rapport aux autres jeux
Avant la sortie de Kingdom Hearts: 358/2 Days, le site 1UP.com met Roxas au premier plan de l'article « Pourquoi vous devriez vous intéresser à Kingdom Hearts: 358/2 Days », l'appelant « le chouchou des auteurs de fanfictions et de dōjinshi partout dans le monde », commentant ces activités au cours de sa seule année au sein de l'Organisation XIII. Le rôle de Roxas comme protagoniste est étiqueté par G4TV de tentative de « rassasier le fanboy affamé », notamment grâce à l'explication attendue de son histoire. Dans sa critique de 358/2 Days, Adam Ghiggino du site web australien PALGN fait l'éloge du développement de Roxas pendant le jeu, expliquant que même les joueurs qui n'appréciaient pas ce personnage dans Kingdom Hearts 2 se soucieraient de lui car « il évolue d'un soi-disant « zombie » à un personnage puissant et intéressant ». Il remarque surtout sa relation avec Xion et Axel qu'il trouve charmante malgré le fait qu'ils se rencontrent au sommet d'une tour horloge dans un grand nombre de scènes. Une critique semblable est faite par Game Informer qui commente que bien que ces scènes soient « ternes », la relation entre Roxas, Xion et Axel est séduisante et la fin du jeu compense de telles scènes. Une critique de GamesRadar+ ajoute que Roxas « débute comme un zombie, mais développe rapidement une personnalité » pendant le jeu et elle souligne avec humour les nombreuses fois où il mange de la crème glacée. Son acquisition de maturité dans le jeu est également considérée comme l'un des éléments les plus agréables du titre. Le site IGN est d'accord, qualifiant les amitiés de Roxas d'« arrache-cœur ». D'autre part, 1UP.com mentionne que bien que la relation entre Roxas, Xion et Axel soit séduisante, certaines de ses premières missions peuvent être ressenties comme « des affaires solitaires et tristes ». Les différentes manœuvres de Roxas dans le jeu sont saluées par GameSpot pour être facile à apprendre malgré leur complexité, IGN souligne quant à lui les variations qu'il existe entre toutes,.
En raison de sa ressemblance avec Ventus, les publications vidéoludiques pensent initialement que Roxas serait l'un des protagonistes du jeu Kingdom Hearts: Birth by Sleep,. Cependant lorsqu'il est révélé que les deux personnages sont différents, les publications continuent de parler de leur similarité et de l'existence d'une relation entre les deux,.

### Citations des jeux
1. 1 2  Riku : « Ça va marcher ? »
DiZ : « Oui, si on parvient à protéger cette cité virtuelle, jusqu'à ce que Naminé ait terminé de reconstruire la mémoire de Sora. »
Riku : « Que va-t-il arriver à Roxas ? »
DiZ : « Il possède la moitié des pouvoirs de Sora. Il faudra donc qu'il les lui rende. En attendant, il doit assumer cette fausse identité pour échapper à ses ennemis. »
— Kingdom Hearts 2, Square Enix, PlayStation 2, 2006.
2. 1 2  Kairi : « Merci Naminé »
Naminé : « De rien. Tu vois ? Je t'avais promis qu'on se retrouverait. »
Roxas : « Tu as dit qu'on se reverrait. Mais que ce jour-là, on ne se reconnaîtrait peut-être pas. »
Naminé : « Oui, tu t'en souviens. »
Roxas : « Mais je t'ai reconnue. »
Naminé : « Hmm... C'est étrange. »
Roxas : « Je crois comprendre. Je me vois comme dans ton souvenir. Et toi, tu te vois selon l'image que j'ai gardée de toi. »
Naminé : « Je croyais que les Similis étaient condamnés à s'évanouir dans les ténèbres. »
Roxas : « Oui, sauf toi et moi. On a pu rencontrer ce qu'on était avant. »
Naminé : « Alors, nous nous reverrons. »
Roxas : « Oui. À chaque fois que Sora et Kairi seront ensemble. »
Kairi : « On se verra tous les jours. Pas vrai, Sora ? »
— Kingdom Hearts 2, Square Enix, PlayStation 2, 2006.
3. 1 2 3  Roxas : « Il faut bien se raccrocher à quelque chose. Et puis, je n'ai aucun souvenir d'avant. Tu te souviens ? On aurait dit un zombie... »
— Kingdom Hearts: 358/2 Days, Square Enix, Nintendo DS, 2009.
4. ↑  Roxas : « J'ai encore rêvé de lui... »
— Kingdom Hearts 2, Square Enix, PlayStation 2, 2006.
5. ↑  Axel : « Ici, c'est sa ville, sa création. Et ça veut dire qu'on n'a pas le temps pour les questions maintenant. Tu viens avec moi, conscient ou pas. Tu auras l'explication plus tard. »
— Kingdom Hearts 2, Square Enix, PlayStation 2, 2006.
6. ↑  Roxas : « Oui. Sora, Donald et Dingo. Je les vois dans mes rêves. »
Naminé : « Il y a un an, j'ai été obligée de disperser les images présentes dans le cœur de Sora. J'ai brisé la chaîne de ses souvenirs. Mais là, je suis en train de reconstituer précisément sa mémoire. Ça me prend du temps, mais bientôt, Sora redeviendra lui-même. Malheureusement, le processus t'a affecté toi aussi, Roxas. »
Roxas : « À travers mes rêves ? »
Naminé : « Oui... Sora et toi, vous êtes liés. Et pour que Sora puisse redevenir complètement lui-même, il a besoin de toi. »
Roxas : « De moi ? Pourquoi ? »
Naminé : « Tu détiens la moitié de ce qu'il est. Tu lui es nécessaire Roxas. »
— Kingdom Hearts 2, Square Enix, PlayStation 2, 2006.
7. ↑  Roxas : « Donald ? Dingo ? »
DiZ : « Enfin, l'élu de la Keyblade. »
Roxas : « À qui parles-tu ? À moi ou à Sora ? »
DiZ : « À la moitié de Sora, bien sûr. Tu vis dans les ténèbres. J'ai besoin de quelqu'un qui puisse évoluer dans le monde de la lumière, et détruire l'Organisation XIII »
— Kingdom Hearts 2, Square Enix, PlayStation 2, 2006.
8. ↑  Roxas : « Sora... Tu as de la chance. Pour moi, les vacances s'arrêtent... ici. »
— Kingdom Hearts 2, Square Enix, PlayStation 2, 2006.
9. 1 2 3  Sora : « Je comprends pas. Pourquoi tout le monde s'obstine à m'appeler Roxas ? »
Riku : « Parce que, Sora... Roxas est ton Simili. »
Sora : « Mon... Simili ? Mais enfin, c'est impossible. Je ne me suis jamais transformé en... Oh ! C'est vrai. »
Kairi : « Quand tu m'as sauvé la vie. Tu te souviens ? »
Riku : « C'est Xemnas qui a découvert Roxas. Il pouvait se servir de la Keyblade parce qu'il était ton Simili. Grâce à ça, il a pu intégrer l'Organisation. Mais Roxas les a trahis. Je l'ai affronté car je pensais que ça t'aiderait à te réveiller. J'ai perdu... Mais lors du combat suivant, j'avais acquis la force nécessaire. Peut-être que cette bataille était inutile. Je pense qu'il a quitté l'Organisation car il voulait te rencontrer. »
— Kingdom Hearts 2, Square Enix, PlayStation 2, 2006.
10. ↑  Sora : « Qui... qui es-tu ? »
Roxas : « Je viens des ténèbres. »
Sora : « Tu n'es pas Riku ! »
Roxas : « Riku ? J'ai vaincu un garçon nommé Riku. »
Sora : « Qu'est-ce que tu dis ? »
Roxas : « Parle ! Dis-moi pourquoi tu as été choisi. »— Kingdom Hearts 2, Square Enix, PlayStation 2, 2006.
11. ↑  Journal de Roxas : « Axel et moi sommes partis en mission dans la Cité du Crépuscule. Après cela, nous avons mangé une glace tout en haut de l'horloge. Il a dit que les amis font ce genre de choses. Qu'ils "s'amusent ensemble". Cela veut-il dire que nous sommes amis lui et moi ? »
— Kingdom Hearts: 358/2 Days, Square Enix, Nintendo DS, 2009.
12. ↑  Journal de Roxas : « Aujourd'hui, c'était mon troisième jour avec Xion. J'en sais un peu plus sur elle. Elle a les cheveux noirs et elle peut utiliser la Keyblade comme moi ! Je l'ai emmenée manger une glace après, mais je garde le bâtonnet gagnant. Axel aura bien mérité une petite récompense quand il rentrera. Xion veut manger des glaces avec nous à partir de maintenant. On deviendra peut-être amis... »
— Kingdom Hearts: 358/2 Days, Square Enix, Nintendo DS, 2009.
13. 1 2  Journal de Roxas : « Je ne comprends pas l'Organisation ni Axel. Et je ne comprends encore moins moi-même. Pourquoi est-ce que je reviens toujours dans la Citadelle ? Xion et moi sommes spéciaux et liés à "Sora". Si elle une marionnette, il se peut que j'en sois une aussi. Je ne sais pas ce que je suis. »
— Kingdom Hearts: 358/2 Days, Square Enix, Nintendo DS, 2009.
14. ↑  Roxas : « Pourquoi la Keyblade m'a-t-elle choisi ? Je dois le savoir. »
Axel : « Tu ne peux pas renier l'Organisation. Si tu deviens leur ennemi, ils te détruiront ! »
Roxas : « Je ne manquerai à personne. »
Axel : « Si, tu me manqueras... à moi. »
— Kingdom Hearts: 358/2 Days, Square Enix, Nintendo DS, 2009.
15. ↑  Xion : « Tu es le prochain, Roxas. Il faut que tu fasses partie de moi aussi. Ne comprends-tu pas ? C'est pour ça que j'ai été créée. »
— Kingdom Hearts: 358/2 Days, Square Enix, Nintendo DS, 2009.
16. ↑  Roxas : « Est-ce moi... qui t'ai fait ça ? »
Xion : « Non... J'ai choisi... de partir maintenant. Ça vaut mieux que de ne rien faire... et de laisser Xemnas gagner. Ma place est avec Sora. Et maintenant... je vais retourner auprès de lui. Roxas... tu dois... m'accorder une faveur. Tous ces cœurs que j'ai réunis... Kingdom Hearts... libère-les. »
— Kingdom Hearts: 358/2 Days, Square Enix, Nintendo DS, 2009.
17. ↑  Roxas : « Combien de fois il faudra que je te batte ? »
Riku : « Bon... tu ne me laisses pas le choix. »
Roxas : « Quoi ? »
Riku : « Je dois libérer le pouvoir dans mon cœur. Le sombre pouvoir que j'ai retenu jusqu'ici. Même si... ça doit me changer à tout jamais. »
— Kingdom Hearts: 358/2 Days, Square Enix, Nintendo DS, 2009.
18. ↑  Sora : « Tu es... Roxas... Comment s'est possible ? Je suis en train de rêver ? Allez, réponds-moi ! »
Roxas : « Ça aurait pu être l'inverse. »
Sora : « Quoi ? »
Roxas : « Mais il faut que ce soit toi. [...] Tant de cœurs sont liés au tien. Tu es moi, alors tu peux ressentir ce que j'ai ressenti. »
— Kingdom Hearts 3D: Dream Drop Distance, Square Enix, Nintendo 3DS, 2012.

### Manuels d'utilisation
- Klaus-Dieter Hartwig, Kingdom Hearts 2 : Le Guide officiel complet, Piggyback Interactive, 2006, 249 p. (ISBN 1-903511-91-7, présentation en ligne, lire en ligne)
- Kingdom Hearts : 358/2 Days Signature Series Strategy Guide, Brady Games, 2009, 319 p. (ISBN 978-0-7440-1148-7)
- Kingdom Hearts : Chain of Memories Ultimania, Square Enix, 2005 (ISBN 978-4-7575-1344-0)
- Kingdom Hearts II Ultimania, Square Enix, 2005 (ISBN 978-4-7575-1621-2)
- Kingdom Hearts : 358/2 Days Ultimania, Square Enix, 2009 (ISBN 978-4-7575-2578-8)

### Autres références
- (en) Cet article est partiellement ou en totalité issu de l’article de Wikipédia en anglais intitulé « Roxas (Kingdom Hearts) » (voir la liste des auteurs).

1. 1 2  Kingdom Hearts 2 - Guide officiel.
2. ↑  Kingdom Hearts 2 - Guide officiel, p. 194 à 207 - Illusiopolis.
3. ↑  Kingdom Hearts 2 - Guide officiel, p. 4 et 5 - Récapitulation de l'histoire avant Kingdom Hearts 2.
4. ↑  « Chaîne Royale », sur Kingdom Hearts Wiki (consulté le 5 octobre 2016).
5. ↑  Kingdom Hearts: 358/2 Days - Guide officiel, p. 9.
6. ↑  « Tendre Promesse », sur Kingdom Hearts Wiki (consulté le 5 octobre 2016).
7. ↑  « Souvenir Perdu », sur Kingdom Hearts Wiki (consulté le 5 octobre 2016).
8. 1 2 3 4 5  (en) Anoop Gantayat, « Nomura Discusses Kingdom Hearts », sur IGN, 2 octobre 2007 (consulté le 5 octobre 2016).
9. ↑  (en) « Difference Between Secret Ending: Another Side, Another Story (Deep Dive) And Another Side, Another Story? », sur GameFAQs (consulté le 13 octobre 2016).
10. ↑  Kingdom Hearts 2 - Guide officiel, p. 86 à 91 - La Cité du Crépuscule.
11. 1 2 3 4  (ja) L'équipe de Famitsu, « キングダムハーツII », Famitsu,‎ mars 2006.
12. ↑  (ja) L'équipe de Famitsu, « キングダム ハーツ II Final Mix », Famitsu,‎ décembre 2006.
13. 1 2 3  (ja) キングダムハーツII FINAL MIX+ アルティマニア, Square Enix,‎ 2007, 509 p. (ISBN 978-4-7575-2013-4).
14. 1 2  Square Enix et Disney Interactive Studios. Kingdom Hearts: Coded (PlayStation Portable) (v. 8). 28 janvier 2010. Niveau/zone : Manoir Oblivion.
15. ↑  Square Enix. Kingdom Hearts: Birth by Sleep (PlayStation Portable). 28 janvier 2010.
16. ↑  Shiro Amano (trad. du japonais), Kingdom Hearts II, vol. 1, Boulogne, Pika Édition, 2013, 196 p. (ISBN 978-2-8116-1069-2).
17. ↑  (en) Tomoko Kanemaki, Kingdom Hearts II, vol. 1, Square Enix, 2006 (ISBN 4-7575-1679-7).
18. ↑  (ja) « 『キングダム ハーツII ファイナル ミックス＋』の予約特典が決定！ », Famitsu,‎ 25 janvier 2007 (lire en ligne, consulté le 9 novembre 2016).
19. 1 2  Kingdom Hearts: Chain of Memories - Guide officiel.
20. 1 2  (en) Anoop Gantayat, « Famitsu's Readers Want Kingdom Hearts on PS3 », sur Andriasang.com, 13 juillet 2011 (consulté le 30 novembre 2016).
21. 1 2 3  Kingdom Hearts II Ultimania.
22. 1 2 3 4 5 6  Kingdom Hearts: 358/2 Days Ultimania.
23. ↑  (en) Jane Pinckard, « Kingdom Hearts II Voices Announced », sur 1UP.com, 8 février 2006 (consulté le 30 novembre 2016).
24. ↑  « Kingdom Hearts 2 / Doublage », sur KHDestiny (consulté le 30 novembre 2016).
25. ↑  (en) « King of Hearts : Tetsuya Nomura Interview », Nintendo Power, Future US,‎ juillet 2009.
26. ↑  (en) « Fan Powered Q & A: Director Tetsuya Nomura Answers Your Questions », sur Square Enixdate=2 octobre 2007 (consulté le 30 novembre 2016).
27. 1 2  (ja) L'équipe de Famitsu, « キングダム ハーツ 358/2 Days », Famitsu, nos 27 et 28,‎ 2002.
28. 1 2 3  (ja) L'équipe de Famitsu, « キングダム ハーツ バース バイ スリープ », Famitsu,‎ septembre 2007.
29. ↑  (ja) L'équipe de Famitsu, « キングダム ハーツ バース バイ スリープ », Famitsu,‎ octobre 2007.
30. ↑  (ja) キングダム ハーツ バース バイ スリープ アルティマニア, Square Enix,‎ 2010 (ISBN 978-4-7575-2788-1), p. 616.
31. ↑  (en) « Square Enix Official Online Merchandise Store », sur Square Enix (version du 5 octobre 2007 sur Internet Archive).
32. ↑  (en) « Kingdom Hearts 2: NEW standing Roxas 23-inch plush », sur Amazon.com (consulté le 7 décembre 2016).
33. ↑  (en) « Kingdom Hearts: Roxas Cosplay Replica Necklace », sur Amazon.com (consulté le 7 décembre 2016).
34. ↑  (en) « Kingdom Hearts Avatar Roxas Mini Plush Keychain », sur Amazon.com (consulté le 7 décembre 2016).
35. ↑  (en) Kevin Glifford, « Snake Beats Mario, Is Coolest Video Game Character Ever », sur 1UP.com, 10 février 2010 (consulté le 7 décembre 2016).
36. ↑  (en) « GameSpy's Top 25 Video Game Cinematic », sur GameSpy, 16 avril 2007 (consulté le 7 décembre 2016).
37. ↑  (en) Jeff Haynes, « Kingdom Hearts II », sur IGN, 28 mars 2006 (consulté le 7 décembre 2016).
38. 1 2  (en) Rob Fahey, « Kingdom Hearts II Review », sur Eurogamer, 10 octobre 2005 (consulté le 14 décembre 2016).
39. ↑  (en) Cavin Smith, « Kingdom Hearts II Review », sur PSXextreme, 25 avril 2006 (consulté le 14 décembre 2016).
40. 1 2  (en) Charles Herold, « Some Sequels Really Are Worth the Wait », The New York Times,‎ 30 mars 2006 (lire en ligne, consulté le 14 décembre 2016).
41. ↑  (en) Andrew Reiner, « Kingdom Hearts 2 », sur Game Informer (version du 3 mai 2008 sur Internet Archive).
42. ↑  (en) Matt Swidder, « Kingdom Hearts II Review (Square Enix) », sur UGO.com (consulté le 14 décembre 2016).
43. ↑  (en) Kevin Glifford, « Kingdom Hearts 358/2 Days Review », sur 1UP.com, 22 août 2008 (consulté le 14 décembre 2016).
44. ↑  (en) « Kingdom Hearts 358/2 Days For Nintendo DS - Review », sur G4TV, 25 septembre 2009 (consulté le 14 décembre 2016).
45. ↑  (en) Adam Ghiggino, « Kingdom Hearts: 358/2 Days Review », sur PALGN, 22 janvier 2010 (consulté le 14 décembre 2016).
46. ↑  (en) Bryan Vore, « Kingdom Hearts 358/2 Days », sur Game Informer, 30 septembre 2009 (consulté le 26 décembre 2016).
47. ↑  (en) AJ Glasser, « Kingdom Hearts: The Story so far », sur GamesRadar+, 22 septembre 2009 (consulté le 26 décembre 2016).
48. ↑  (en) « Kingdom Hearts 358/2 Days: Staff review », sur RPGamer, 3 septembre 2009 (consulté le 26 décembre 2016).
49. 1 2  (en) Ryan Clements, « Kingdom Hearts 358/2 Days Review », sur IGN, 28 septembre 2009 (consulté le 26 décembre 2016).
50. ↑  (en) Allice Liang, « Kingdom Hearts 358/2 Days Review », sur 1UP.com, 30 septembre 2009 (consulté le 26 décembre 2016).
51. ↑  (en) Shiva Stella, « Kingdom Hearts 358/2 Days Review for DS », sur GameSpot, 25 septembre 2009 (consulté le 26 décembre 2016).
52. ↑  (en) Jeremy Parish, « Kingdom Hearts Birth by Sleep Preview », sur 1UP.com, 19 septembre 2007 (consulté le 26 décembre 2016).
53. ↑  (en) Damien Hatfield, « TGS 2008: Square Enix Closed Mega Theater Exposed », sur IGN, 9 octobre 2008 (consulté le 26 décembre 2016).
54. ↑  (en) Kevin VanOrd, « TGS 2008: Kingdom Hearts: Birth by Sleep Hands-On », sur GameSpot, 10 octobre 2008 (consulté le 26 décembre 2016).
55. ↑  (en) AJ Glasser, « Kingdom Hearts: The Story so far, page 4 », sur GamesRadar+, 22 septembre 2009 (consulté le 26 décembre 2016).